# Der Fürst

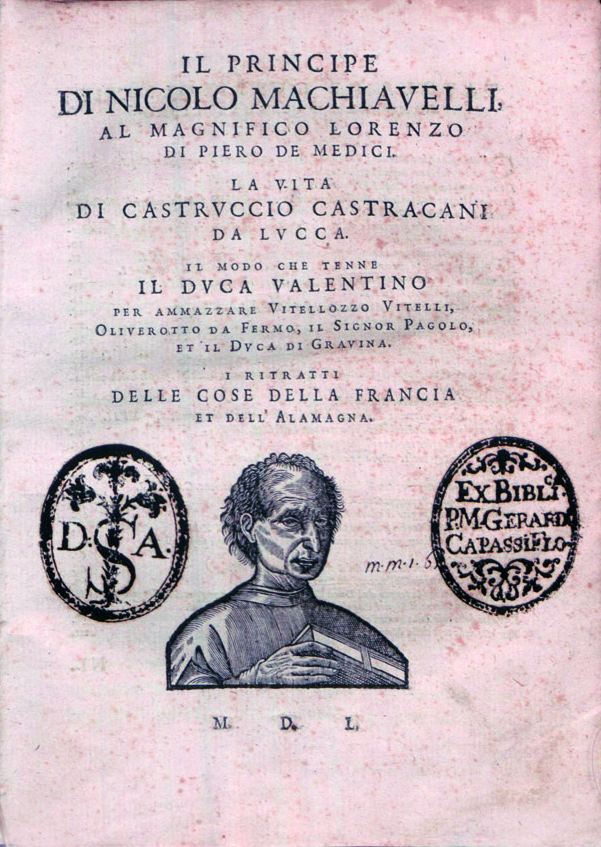
Buchdeckel von Il Principe und La Vita di Castruccio Castracani da Lucca 1550

Der Fürst (italienisch Il Principe; ursprünglich De principatibus), um 1513 von Niccolò Machiavelli verfasst, gilt als eines der ersten – wenn nicht als das erste – Werk der modernen politischen Philosophie. Stilistisch in der Tradition mittelalterlicher Fürstenspiegel stehend, formuliert es die modernen, von moralischen und religiösen Vorstellungen losgelösten, Grundsätze der Staatsraison. Zusammen mit den gleichzeitig entstandenen Discorsi stellt es das Hauptwerk Machiavellis dar. Von ihm leitet sich sowohl der Begriff des Machiavellismus als auch der des Antimachiavellismus her.
Während Il Principe den neuen Fürsten lobt, der die Macht nicht ererbt, sondern durch eigene Leistung erworben hat, plädieren die Discorsi für die republikanische Staatsform. Trotz ihrer unterschiedlichen Ausrichtung antworten beide Werke auf dieselbe Grundfrage: „Wie kann man in einer feindlichen politischen Umwelt erfolgreich sein, namentlich die Macht erwerben, sie erhalten und zu Größe steigern?“ Nach Alessandro Pinzani besteht der Hauptunterschied zwischen dem Fürstenbuch und den Discorsi darin, dass „es dem ersteren … um die Machterreichung und -erhaltung geht, … die letztere gemäß den Discorsi [um] die Erhaltung der eigenen Freiheit.“ Ob Machiavelli damit „die individuelle Freiheit der Bürger oder die allgemeine Freiheit der Republik“ meinte, machte er nicht ganz deutlich.
Zu Machiavellis Lebzeiten kursierte Der Fürst nur in wenigen Abschriften. Im Druck erschien das Werk erst fünf Jahre nach dem Tod des Autors. Die päpstliche Druckgenehmigung stammt vom 4. Januar 1532. Doch bereits 1557 ließ die Kirche das Fürstenbuch auf den Index verbotener Bücher setzen.

## Hintergrund

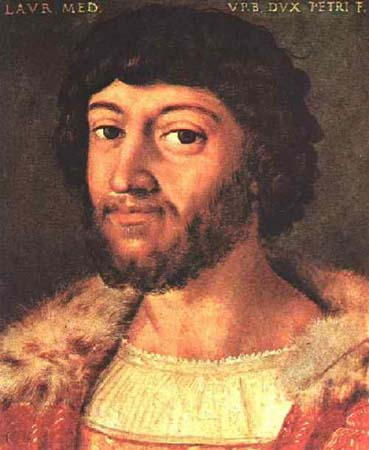
Lorenzo di Piero de’ Medici, Herzog von Urbino

Il Principe ist Lorenzo di Piero de’ Medici gewidmet. Zuerst sollte es Giuliano di Lorenzo de’ Medici gewidmet werden, aber Machiavelli entschied sich um.
Otfried Höffe behauptet, dass einige Interpreten des Fürsten dieses als eine Gelegenheitsschrift ansehen, da es aus „einer persönlichen Not und einer politischen Not“ verfasst worden ist. Denn am 7. November 1512 verlor Machiavelli durch die Rückkehr der Medici alle seine Ämter, wurde dadurch ins politische Abseits gestellt und zog auf sein kleines Landgut Albergaccio in dem Dorf Sant’Andrea in Percussina, das 15 Kilometer südwestlich von Florenz liegt. Höffe jedoch widerspricht dieser Ansicht und meint, dass Der Fürst keine Gelegenheitsschrift war, sondern das Werk „gut komponiert, in den einzelnen Gedankenschritten wohlüberlegt und vor allem von einem reichen Erfahrungsmaterial getragen [ist], das sich der Autor sowohl dank seiner humanistischen Bildung als auch aus eigener politischen Tätigkeit erworben hat.“
Eines der Motive des Autors, eines überzeugten Republikaners, war, die Gunst der Medici zu erwerben, die zu dieser Zeit Florenz regierten. Nach dem Sturz der Republik Florenz hatten ihn diese in den Kerker werfen und mehrfach foltern lassen. Nach seiner Freilassung 1513 schickten sie ihn ins Exil, und selbst von Machiavelli verfasste Bettelbriefe hatten sie bis dahin nicht bewegen können, den ehemaligen Staatsbediensteten zu begnadigen.
Gleichzeitig sah der Autor zur Zeit, da er den Principe verfasste, Italien in Not. Denn zum damaligen Zeitpunkt war Italien in zahlreiche Kleinstaaten und Fürstentümer zerfallen und ständig von seinen Nachbarn, den Spaniern, Franzosen und Deutschen, bedroht (Italienische Kriege). Als weitere Triebfeder für Machiavellis Werk kann somit der Wunsch angesehen werden, politische Lösungen zur Bewältigung dieser politischen Krise und deren negativen moralischen Folgen für den Einzelnen (Machiavelli nennt sie Verderbtheit) zu finden. Machiavelli schrieb Il principe also nicht aus reinem Eigennutz, sondern träumte von einem italienischen Staat und hoffte, dass ein Fürst kommen würde, der die Kraft und das Können besäße, Italien zu einen und zu seinem alten Ruhm zurückzuführen. Einen solchen sah er in dem für seine Grausamkeit berühmten Cesare Borgia, dessen Taten er zum Teil stark glorifizierte und ihn als „lebendes“ Beispiel für viele seiner Handlungsempfehlungen anführte. Einen weiteren Hoffnungsträger sah er im Fürsten Lorenzo di Piero de’ Medici, dem Enkel von Lorenzo il Magnifico, dem er sein Werk widmete. Ihm sollte es als eine Art politischer Leitfaden dienen. Dirk Hoeges geht davon aus, dass Moses „mehr als jeder andere“ dem Idealfürsten nahekommt.
Das Buch gefiel den Medici allerdings nicht, und so konnte Machiavelli keinen Nutzen daraus ziehen: Er stieg nicht in dem erhofften Maße in der Gunst der Herrscherfamilie, sondern musste bis 1521 warten, um als Bürger von Florenz rehabilitiert zu werden; und auch seinem Appell, die italienischen Fürstentümer zu einen und die fremden Besatzer zu verjagen, kamen die Medici nicht nach.

## Zum Titel
Die ersten Übersetzungen des Werkes in das Französische, Englische und Deutsche stammen aus Zeit und Vorstellungswelt des Barock, für welche der Träger der höchsten Gewalt im Staat selbstverständlich ein durch Abstammung legitimierter Herrscher sein musste. Viele dieser Übersetzungen eines in vielen Teilen Europas verbotenen Buches erfolgten nicht für das Publikum, sondern gleichsam „für den Dienstgebrauch“ nur für einen elitären Kreis am Hof. Die erste deutsche Übersetzung stammt von Christian Albrecht von Lenz und war für die Herrscher am Hof Oels (Schlesien) bestimmt.
Für Machiavellis politische Vorstellungen macht es jedoch keinen prinzipiellen Unterschied, ob das Staatsoberhaupt durch Abstammung legitimiert war oder ein zur Herrschaft gelangter Adliger bzw. Bürger, Kirchenfürst oder Condottiere war. Für ihn ist der principe im Sinne des römischen princeps Träger der höchsten Gewalt im Staat, und die principati mehr oder minder monarchisch regierte Staaten. Allerdings behandelt er ausführlich die spezifischen Probleme mit denen die jeweiligen Herrschaftsformen konfrontiert sind (Kapitel II, III, VI, VII, IX, und XI). Es ist daher wohl richtiger, den Begriff principe im Allgemeinen mit Herrscher und principati mit Herrschaft wiederzugeben.

## Inhalt

### Struktur
Das Buch ist in 26 Kapitel aufgeteilt, wobei Machiavelli zunächst von den verschiedenen Fürstentümern spricht und wie man sie erlangen kann, anschließend über die richtige Führung eines Heeres und abschließend über das richtige Verhalten eines Fürsten und welche Eigenschaften er aufweisen sollte. Hier liegt der Schwerpunkt des Buches. In der Widmung nennt Machiavelli „den Gegenstand und die Methode des Vorhabens, nämlich aus Erfahrung der politischen Gegenwart und antiker Verhältnisse Regeln für die Fürstenherrschaft zu gewinnen.“
Höffe teilt das Fürstenbuch in die Widmung, vier Hauptteile und den Schluss ein. Den ersten Hauptteil bilden nach Höffe die Kapitel 1 bis 11, die „die Arten der Herrschaft“ klassifizieren. Für Höffe bildet Kapitel 6 einen Höhepunkt, da dieses Kapitel die neue, nicht erbliche, Fürstenherrschaft thematisiert und die wichtigsten Beispiele für Fürsten aufführt: Moses, Romulus, Kyros und Theseus.
Der zweite Hauptteil, Kapitel 12 bis 14, behandelt das Militärwesen und der dritte, Kapitel 15 bis 19, handelt „über die provisorische Amoral“. Der vierte Hauptteil, Kapitel 20 bis 25, erscheint uneinheitlich. Themen sind unter anderem: Festungsbau, Reputation, „über den Herrschaftsverlust der Fürsten Italiens“ sowie Fortuna und Tüchtigkeit.

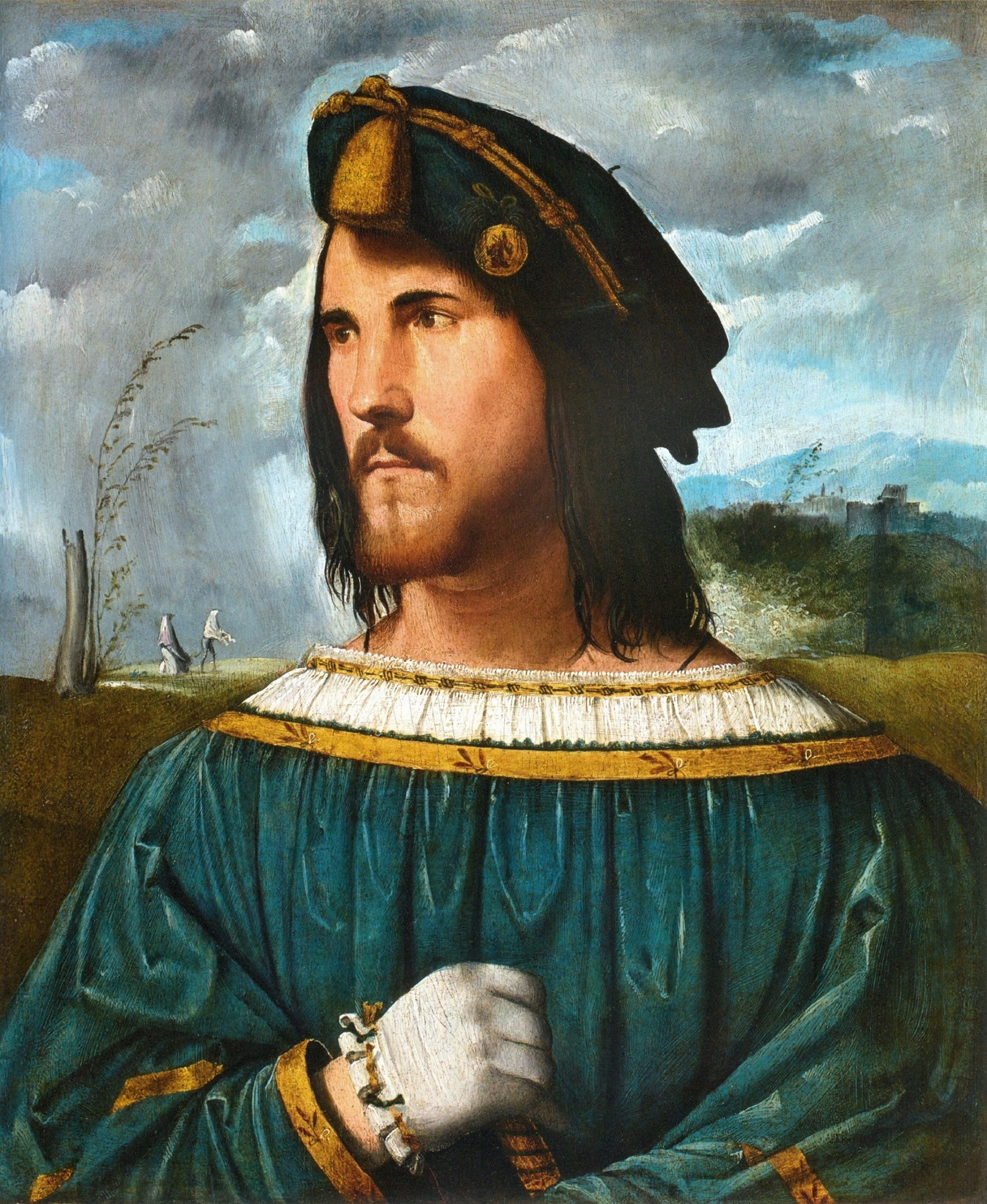
Cesare Borgia, Porträt wahrscheinlich von Giorgione, Bergamo, Galleria dell’ Accademia Carrara

Bereits mit dem ausführlichen Inhaltsverzeichnis verdeutlicht Machiavelli seine Intention. Die Kapitelüberschriften sind nach der Übersetzung von Rudolf Zorn gehalten.

### Kapitelübersicht
- I. Kapitel: Von den Herrschaftsformen und den Mitteln zur Erwerbung einer Herrschaft

Im ersten Kapitel des Fürsten beginnt Machiavelli zu erläutern, dass nach seiner Ansicht eine Dichotomie der Herrschaftsformen besteht. So existieren für ihn zwei Kategorien – die der Alleinherrschaft und jene der Republik – und alle erdenklichen Herrschaftsformen lassen sich einer dieser beiden Gruppen zuordnen.
- II. Kapitel: Von den ererbten Herrschaften

An dieser Stelle kündigt Machiavelli an, sich in der Folge ausschließlich mit denjenigen Herrschaftsformen befassen zu wollen, die der Kategorie der Alleinherrschaften zuzurechnen seien, da die thematische Auseinandersetzung mit den Republiken gesondert in den Discorsi erfolge. Bezogen auf jene Alleinherrschaften, in denen die Macht vererbt wird, meint Machiavelli, dort sei es den Fürsten vergleichsweise einfach sich zu behaupten. Hier könne etwa selbst ein nur mittelmäßig begabter Herrscher erfolgreich regieren und brauche nur das Risiko einer plötzlichen Revolution fürchten. Dieses sei jedoch nur gering und darüber hinaus die Chancen des Erbfürsten erheblich, nach einem solchen Sturz schnell wieder auf den Thron zurückzukehren. Auch brauche der Monarch in solchen Staaten weniger Härte walten zu lassen als anderswo und habe die Gefahr progressiven Gedankenguts in weit geringerem Maße zu fürchten als die sonstigen Fürsten. Somit scheint die ererbte Regentschaft in Machiavellis Augen eine relativ dankbare Aufgabe darzustellen.
- III. Kapitel: Vermischte Alleinherrschaften

Der Machterhalt eines Alleinherrschers in frisch eroberten Staaten (sogenannten vermischten Alleinherrschaften) gestaltet sich nach Einschätzung des Florentiners hingegen wesentlich komplizierter. Grund dafür sei, dass der Fürst in diesem Fall naturgemäß die Günstlinge des alten Systems fürchten müsse, und darüber hinaus oftmals auch seine einstigen Gefolgsleute schnell zu fürchten brauche. Jedoch sieht Machiavelli auch in solcher Situation den Machterhalt des Fürsten nicht als ein zum Scheitern verurteiltes Unterfangen. Seiner Meinung nach reicht es nämlich aus, die gegebenen Umstände richtig einzuordnen und dementsprechend zu handeln. Erobert der Fürst beispielsweise ein Gebiet, welches seinem angestammten Herrschaftsgebiet kulturell relativ nahesteht, so reicht es dem Autor zufolge aus, das vorherige Herrscherhaus zu neutralisieren und darüber hinaus die Fiskalpolitik sowie die Gesetzgebung unangetastet zu lassen. Steht das eroberte Gebiet hingegen dem Fürsten kulturell weit weniger nah, so rät Machiavelli zu weitreichenderen Schritten wie der Verlegung des Herrschaftssitzes oder dem Aufbau von Kolonien; auch scheint es ihm notwendig, sich in besagten Territorien die Unterstützung der weniger mächtigen Volksgruppen zu sichern, um so die alten Eliten in Schach halten zu können. Befolge der Fürst diese Anweisungen und agiere auch allgemein vorausschauend und entschlossen, so schließt Machiavelli, könne es diesem durchaus gelingen, auch die schwierige Aufgabe des Machterhalts in vermischten Alleinherrschaften zu meistern.
- IV. Kapitel: Warum das von Alexander eroberte Reich des Darius sich nach Alexanders Tod nicht gegen seine Nachfolger aufgelehnt hat

In Anbetracht dieser zuvor konstatierten Schwierigkeiten, die sich einem Herrscher in neu eroberten Gebieten stellen, fragt sich Machiavelli warum es Alexander dem Großen und seinen Nachfolgern so mühelos gelang, sich in den eroberten asiatischen Gebieten zu behaupten. Als Ursache hierfür identifiziert der Autor die besondere Struktur der hier unterworfenen Staaten. Seiner Meinung nach existiert nämlich eine Dichotomie der Staatsstrukturen: Auf der einen Seite finden sich Staaten, die auf die Person des Herrschers zentriert sind, wie es etwa in dem von Alexander eroberten Kleinasien der Fall war. Solche Staaten seien schwierig zu erobern, aber in der Folge einfach zu beherrschen, so Machiavelli. Auf der anderen Seite existierten aber auch Staaten wie das Frankreich der damaligen Zeit, wo sich der Fürst mit einer Vielzahl an Baronen die Macht teilen würde. Diese seien einfach zu erobern, aber in der Folge schwer zu beherrschen. Folglich beschließt Machiavelli dieses Kapitel mit der Feststellung, dass die Leichtigkeit, mit der es Alexanders Nachfolgern gelungen war, dessen Reich nach seinem Tod zu kontrollieren, weniger auf außergewöhnliche Tüchtigkeit als auf die besondere Struktur der eroberten Staaten zurückzuführen sei.
- V. Kapitel: Wie man Städte oder Herrschaften regieren muss, die vor ihrer Eroberung nach eigenen Gesetzen lebten

Im folgenden Kapitel untersucht Machiavelli wie es dem Fürsten gelingen kann, sich in Staaten, die zuvor frei und nach ihren eigenen Gesetzen lebten, an der Macht zu halten. Er erkennt dabei drei Möglichkeiten um dieses Ziel zu erreichen: besagten Staat zu zerstören, dort seinen Herrschaftssitz hin zu verlegen oder aber eine Regierung einzusetzen, die aus Bürgern des Staates besteht und der es gegen Entrichtung eines Tributs gestattet wird über ihre Heimat zu herrschen. Welche dieser Methoden zu wählen sei, hängt dabei für den Autor wiederum von der Historie der einzelnen Staaten ab: Kannten deren Bürger nämlich in der Vergangenheit Rechte und Freiheiten, so wäre es für den Fürsten am sichersten den Staat zu zerstören, oder zumindest seine Residenz dorthin zu verlegen. Hat die herrschaftliche Unterdrückung in einem Staat hingegen Tradition, so müsse der Fürst dort weniger rigoros vorgehen, da Aufstände sehr viel unwahrscheinlicher seien. Richte sich der Fürst folglich nach diesen Anweisungen, so meint Machiavelli, sei es ihm am ehesten vergönnt, dauerhaft über seine Eroberungen zu herrschen, so wie es in der Vergangenheit den Römern in Capua oder Karthago gelungen war.
- VI. Kapitel: Von neuen Herrschaften, die man mit eigenen Waffen und durch Tüchtigkeit erobert

In diesem Kapitel befasst sich Machiavelli mit der Frage, wie es gelingen kann, eine gänzlich neue Herrschaft erfolgreich zu begründen. Zu diesem Zweck untersucht er historische Gestalten wie Moses oder Theseus, denen er bescheinigt, dieses – in seinen Augen kolossale – Werk vollbracht zu haben. Nach näherer Betrachtung meint der Autor die Ursache für den Erfolg dieser Herrscher in ihren Waffen und ihrer Tüchtigkeit zu erkennen: Sie hätten sich nämlich so wenig wie möglich auf ihr Glück verlassen und stattdessen versucht, durch eifrige Arbeit und mit Hilfe einer starken Armee, das Überleben ihrer Herrschaftsordnung zu gewährleisten. Machiavelli selbst preist solches Vorgehen als absolut vorbildlich und rät seiner Leserschaft, es Herrschern wie Moses nach Möglichkeit gleichzutun, wolle sie denn auch eine völlig neue Herrschaft zum Erfolg führen.
- VII. Kapitel: Von neuen Herrschaften, die man mit fremden Waffen und durch Glück erobert hat

In der Folge versucht Machiavelli aber auch zu ergründen, wie es dem Fürsten gelingen kann an der Macht zu bleiben, wenn er seine Herrschaft hauptsächlich einer glücklichen Fügung und fremder militärischer Unterstützung zu verdanken hat. In solcher Lage empfiehlt er dem Fürsten, sich Cesare Borgias als Vorbild zu nehmen. Denn dieser befand sich zu Beginn seiner Regentschaft nach Machiavellis Analyse in exakt jener Situation: er verdankte seine Krone Papst Alexander VI., dessen unehelicher Sohn er war, und seine Herrschaft hing vom Wohl und Wehe der Orsini, der Colonna sowie Ludwig XII. ab. Jedoch habe Cesare Borgia in der Folge klugerweise den Versuch unternommen, sich aus dieser Abhängigkeit zu befreien und dieses Vorhaben dank seiner außerordentlichen Tüchtigkeit beinahe verwirklicht. Nur der plötzliche Tod Alexander VI. sowie seine eigene lebensgefährliche Krankheit, hätten ihn im Endeffekt daran gehindert seine Herrschaft auf lange Sicht zu sichern. So schließt Machiavelli, dass es zwar möglich sei, fürstliche Macht, die anfangs mit Glück und fremden Waffen erlangt worden sei, in der Folge durch besondere Tüchtigkeit zu konsolidieren; jedoch weist er auch darauf hin, dass es hierzu unerlässlich sei, von schweren Schicksalsschlägen verschont zu bleiben.
- VIII. Kapitel: Vom Erwerb einer Herrschaft durch Verbrechen

Weiterhin sieht Machiavelli Verbrechen und Grausamkeiten als mögliches Mittel, um an die Macht zu gelangen und nennt Agathokles von Syrakus sowie Oliverotto da Fermo als Beispiele von Fürsten, die ihre Herrschaft auf diesem Wege begründeten. Jedoch merkt der Autor auch an, dass das weitere Bestehen solcher Herrschaft ganz von der Art und Weise abhängt, in der die Grausamkeit angewandt wird. So unterscheidet er zwischen gutem und schlechtem Gebrauch der Grausamkeit. Der gute Gebrauch besteht dabei darin, Grausamkeiten ausschließlich dann zu begehen wenn sie dem eigenen Machterhalt oder dem Nutzen der Untertanen dienen; auch müsse in diesem Fall, die Grausamkeit auf einen Schlag ausgeführt werden, um das Leid nicht unnötig zu verlängern. So erkennt Machiavelli mit diesem Kapitel an, dass es durchaus realistisch ist, als Fürst seine Herrschaft auf Verbrechen und Gewalt zu begründen. Er schränkt jedoch gleichzeitig ein, dass in solchem Falle der Fürst bestenfalls Macht, niemals aber Ruhm erhoffen dürfe.
- IX. Kapitel: Von der Herrschaft eines Bürgers

Schließlich sieht Machiavelli eine letzte Möglichkeit an die Macht zu kommen darin, „durch die Gunst seiner Mitbürger der Beherrscher seines Vaterlandes“ zu werden. Bei diesen Mitbürgern kann es sich entweder um wenige „große Herren“ handeln, oder aber um die breite Masse des Volkes. Des Weiteren urteilt Machiavelli, dass es für den Alleinherrscher dabei einfacher sei sich zu behaupten, wenn er seine Macht dem Volk verdanke als wenn er von den großen Männern einer Stadt abhänge, da diese niemals aufhören würden, sich als ihm ebenbürtig zu betrachten. Damit erkennt Machiavelli also an, dass auch ein Fürst, der von der Unterstützung seiner Mitbürger abhängt, bestehen kann, sofern es ihm gelingt beliebt zu bleiben und seine Unterstützer in stetiger Abhängigkeit zum Staat zu halten.
- X. Kapitel: Wie man die Stärke jeder Herrschaft feststellen kann

Die Stärke einer Herrschaft bemisst sich Machiavelli zufolge in der Fähigkeit des Fürsten, „sich im Notfall aus eigener Kraft zu behaupten“ zu können. Dazu bedarf es nach Ansicht des Autors vor allen Dingen einer schlagkräftigen Armee und starker Verteidigungsanlagen. Als vorbildlich in dieser Hinsicht sieht er die deutschen Städte seiner Zeit und legt seinem Leser ans Herz, deren Beispiel zu folgen, wenn ihm daran gelegen ist, seine Herrschaft auf ein möglichst stabiles Fundament zu stellen.
- XI. Kapitel: Von geistlichen Herrschaften

Im Falle der geistlichen Herrschaften sieht Machiavelli die Hauptschwierigkeit des Fürsten darin, an die Macht zu gelangen, da hierzu zwangsläufig erhebliches Glück oder persönliches Verdienst vonnöten sei. Sei der Thron jedoch einmal erklommen so gestalte sich die weitere Herrschaft vergleichsweise erholsam, da die altehrwürdigen religiösen Institutionen derart stark seien, „dass sie den Herrscher an der Macht halten, wie immer dieser auch handeln und leben mag“. Vor diesem Hintergrund kommt Machiavelli zu dem Fazit, dass unter allen denkbaren Herrschaften einzig die geistliche für den Fürsten „sicher und glücklich“ ist.
- XII. Kapitel: Von den Möglichkeiten der Heeres-Organisation und von Söldnern

Eine durchdachte Heeresorganisation muss in Machiavellis Augen für den Fürsten allerhöchste Priorität haben, da sie eine conditio sine qua non für einen stabilen und gerechten Staat darstellt. Dazu allerdings muss nach seiner Ansicht unter allen Umständen der Fehler vermieden werden, Söldner anzuheuern; denn diese seien treulos und teuer im Unterhalt. Außerdem seien sie entweder inkompetent oder aber eine gefährliche Konkurrenz für den Fürsten. Und so warnt Machiavelli seinen Fürsten dringlichst davor eine Armee von Söldnern zusammenzustellen, da andernfalls sein Reich das gleiche Schicksal wie Italien zu erleiden drohe, das diesen fatalen Fehler begangen habe, in der Folge in viele Staaten zerfallen sei, und seitdem „Knechtschaft und Schande“ ertragen müsse.
- XIII. Kapitel: Über Hilfstruppen, gemischte Verbände und Volksheere

Für noch verheerender als Söldner hält Machiavelli indes sogenannte „Hilfstruppen“. Als solche bezeichnet er Truppen, die einer fremden Macht unterstehen, und von einem Fürsten nur deshalb angefordert werden, weil ohne sie ein militärischer Sieg nicht möglich scheint. Denn, so argumentiert er, „werden sie geschlagen, bist du verloren; siegen sie bist du ihr Gefangener.“ Als nur unwesentlich günstiger stuft der Autor gemischte Verbände ein, die teils aus Söldnern, teils aus eigenen Soldaten bestehen. Als Königsweg empfiehlt Machiavelli somit zum Schluss des Kapitels das Vorgehen von Herrschern wie Philipp von Makedonien, die ein aus Untertanen und Bürgern bestehendes Volksheer aufgestellt, und dadurch ihren Staat wahrlich gesichert hätten.
- XIV. Kapitel: Wie sich ein Herrscher zum Heerwesen zu verhalten hat

Als oberste Pflicht des Fürsten nennt Machiavelli in diesem Kapitel das Beherrschen der Kriegskunst. Sei dies nämlich nicht der Fall, so drohe ein Fürst verachtet und letztlich vom Thron gestoßen zu werden. Das Studium der Kriegskunst könne dabei ebenso gut im Zuge tatsächlicher bewaffneter Konflikte, wie bei der Jagd oder in der Auseinandersetzung mit der Militärgeschichte geschehen. Wichtig sei lediglich, dass der Fürst in militärischen Angelegenheiten ausreichend bewandert sei, da andernfalls seine Herrschaft niemals von Dauer sein könne.
- XV. Kapitel: Weshalb die Menschen und vor allem die Herrscher gelobt und getadelt werden

In diesem Kapitel wendet sich Machiavelli gegen die Auffassung, der Fürst könne dem Anspruch gerecht werden, immer und überall den Gesetzen der Moral zu gehorchen. Dies sei nämlich nur in einer idealen Welt möglich. Die real existierende Welt hingegen sei voller schlechter Menschen und der Fürst somit nicht in der Lage in allen Situationen den moralischen Geboten folge zu leisten. So rät Machiavelli seinem Fürsten zwar, nach Möglichkeit den Ruf der Lasterhaftigkeit zu meiden, gesteht ihm jedoch zu, dass lasterhaftes Benehmen manchmal unumgänglich und bei vorsichtiger Vorgehensweise unbedenklich sei.
- XVI. Kapitel: Über Freigebigkeit und Sparsamkeit

Weiterhin merkt Machiavelli an, dass Verhaltensweisen die gemeinhin als tugendhaft gelten, für den Fürsten nicht von Vorteil sind. Zum Beleg dieser These führt er das Beispiel der Freigebigkeit an. Diese werde zwar allgemein als löblich betrachtet, im Falle des Fürsten aber geschehe sie entweder unbemerkt oder führe zu Steuererhebungen und somit zu Ungemach in der Bevölkerung. Folglich kommt der Autor zu dem Schluss, dass sich dem Fürsten ein sparsamer Regierungsstil gebiete und er den Ruf der Knauserigkeit, der daraus mithin resultiere, nicht zu fürchten brauche, da die Vorteile eines solchen Verhaltens die Einbußen im öffentlichen Ansehen bei weitem überstiegen.
- XVII. Kapitel: Über Grausamkeit und Milde; und ob es besser ist, geliebt oder gefürchtet zu werden oder umgekehrt

Machiavelli beginnt das Kapitel mit der Aussage, dass ein Fürst immer versuchen soll, als barmherzig und nicht als grausam zu gelten. Ist dies allerdings nicht möglich, so ist es vorzuziehen, als grausam zu gelten. Auf keinen Fall darf ein Fürst es allerdings zulassen, verachtet zu werden. Dies begründet Machiavelli damit, dass die Menschen im Allgemeinen undankbar, wankelmütig, falsch und feige seien. Im Frieden und Glück würden sie zu einem stehen und einem mit ihrem Leben die Treue schwören. Wende sich allerdings das Glück, so könne man sich auf die Unterstützung des Volkes nicht verlassen, da es einem den Rücken zudrehe und einen im Stich lasse. Gelte ein Fürst allerdings als grausam, so fürchte das Volk seine Rache und traue sich nicht, ihn zu hintergehen. Im ersten Falle sei der Fürst also vom Wohlwollen des Volkes abhängig, wohingegen im letzteren der Fürst sich auch bei dessen Wegfall immer noch durch die von ihm ausgehende Drohung auf das Volk verlassen könne. Zu beachten sei allerdings, dass der Fürst, wenn er sich gefürchtet mache, nicht zugleich verhasst werde. Dies könne er dadurch verhindern, dass er sich nie am Hab und Gut seiner Untertanen vergreife und dass er, falls Blutvergießen nötig sei, immer einen triftigen Grund vorzuweisen habe oder die Ursache offensichtlich sei. Dies begründet Machiavelli damit, dass es weitaus menschlicher sei, das Blut einiger weniger zu vergießen, als Unruhen und Anarchie zuzulassen, welche der ganzen Gemeinschaft schaden. Befehligt ein Fürst allerdings eine Streitmacht, so ist es seine Pflicht, als grausam zu gelten, weil er nur so in der Lage ist, Unruhen und Aufstände unter seinen Truppen zu unterbinden und seine Feinde zu schlagen. Hier verweist Machiavelli als Vorbild auf Hannibal, der für seine Grausamkeit berühmt war, und obwohl er tausende Soldaten aus verschiedensten Ländern in die Schlacht führte, niemals mit Unruhen oder gar einem Aufstand zu kämpfen hatte.
- XVIII. Kapitel: Inwieweit Herrscher ihr Wort halten sollen

Des Weiteren betont Machiavelli, dass in Bezug auf moralisches Verhalten, in erster Linie der Schein von Belang ist. So erklärt er den Wortbruch des Fürsten für fast unausweichlich, will dieser denn Erfolg haben. Und da Machiavelli im Erfolg das wichtigste Ziel des Fürsten sieht, stuft er die Lüge als legitimes Mittel ein, um diesen Zweck zu verwirklichen. Allerdings weist er darauf hin, dass dies im Verdeckten stattfinden müsse. Dann nämlich könne höchstens eine Minderheit die wahre Natur des Fürsten erkennen, während die breite Masse weiterhin an die Aufrichtigkeit seines Herrschers glaube. Und da der Machterhalt des Fürsten im Wesentlichen von dieser Mehrheit der Bevölkerung abhänge, kommt Machiavelli zu dem Ergebnis, dass der Fürst durchaus wortbrüchig werden dürfe, solange dies unbemerkt geschehe, weil er auf diese Weise seine Erfolge zu mehren vermag, ohne seine Herrschaft dabei in Gefahr zu bringen.
- XIX. Kapitel: Vor Verachtung und Hass muß man sich hüten

Auch warnt Machiavelli seinen Fürsten davor, Hass und Verachtung innerhalb der Bevölkerung zu schüren, da dies zum Verlust der Herrschaft führe, wie die Beispiele römischer Kaiser wie Commodus oder Caracalla zeigten. Stattdessen müsse ein Fürst darauf bedacht sein, von seinen Untertanen geachtet zu werden, da er auf diese Weise im Krieg die Menschen auf seiner Seite wüsste, und im Frieden das Risiko einer Verschwörung gegen seine Person minimiere. Um aber solche Achtung zu gewinnen, müsse es der Fürst vermeiden „launisch, leichtfertig, weibisch und entschlusslos“ zu wirken und stattdessen „Großmut, Kühnheit, Ernst und Kraft“ an den Tag legen. Nur auf diese Weise schließt der Autor, könne der Fürst eine ähnlich erfolgreiche Herrschaft wie etwa Mark Aurel begründen.
- XX. Kapitel: Ob der Festungsbau und viele andere Vorkehrungen, die täglich von Herrschern angewendet werden, nützlich sind oder nicht

In diesem Kapitel erörtert der Autor den Nutzen verschiedener Maßnahmen, die des Öfteren von Herrschern in der Absicht ergriffen werden, ihre Macht zu sichern. Dazu zählt etwa die Bewaffnung der Bevölkerung, die Machiavelli für sinnvoll hält, wenn der Fürst innerhalb eines Staates den alten Machthaber abgelöst hat, da er sich so die Unterstützung wichtiger Einflussträger im Reiche sichern könne. Erobert der Fürst hingegen fremde Gebiete, urteilt Machiavelli, so müsse er die dortige Bevölkerung entwaffnen und verweichlichen um seine Herrschaft zu sichern. Ähnlich gespalten steht der Autor dem Festungsbau gegenüber; dieser könne opportun erscheinen wenn ein Fürst innere Unruhen zu fürchten habe, nicht aber wenn er sich durch fremde Mächte bedroht sehe. Abschließend empfiehlt Machiavelli seinem Fürsten statt solcher Mittel, im Kampf gegen den drohenden Machtverlust nach der Achtung der Bevölkerung zu trachten, da dies die sicherste aller Festungen darstelle.
- XXI. Kapitel: Was sich für einen Herrscher zu tun schickt, um zu Ansehen zu kommen

Als am besten geeignet dem Fürsten zu Ansehen zu verhelfen, sieht Machiavelli bedeutende Unternehmungen wie beispielsweise die Eroberungsfeldzüge Ferdinand des Katholischen. Ebenso wichtig sei es für den Fürsten zu seinen Freunden zu stehen, d. h. seinen Verbündeten zur Hilfe zu eilen, wenn diese danach riefen, und nicht etwa aus Furcht und Scheu sein Heil in der Neutralität zu suchen. Aber, so gibt Machiavelli schließlich zu bedenken, der Fürst dürfe nicht allein sein Ansehen bei den Königen im Auge haben, sondern sich auch um das Volk bemühen. Hierzu empfiehlt der Autor als geeignetstes Mittel, die Belohnung fleißiger Arbeit, die Rücksichtnahme auf Zünfte und Stände, sowie die Ausrichtung von Festen und Schauspielen.
- XXII. Kapitel: Von vertrauten Mitarbeitern, die die Herrscher in ihrer Umgebung haben

Als Hilfe zur Auswahl seiner Mitarbeiter gibt Machiavelli dem Fürsten den Ratschlag, darauf zu achten, dass diese stets nur nach dem Vorteil ihres Vorgesetzten strebten und niemals eigenen Interessen verfolgten. Im Gegenzug müsse der Fürst für ihr Wohlbefinden Sorge tragen, um sie so an sich zu binden. Eine solch besonnene Auswahl seiner Mitarbeiter sei von größter Wichtigkeit, betont Machiavelli, da der Fürst ansonsten Gefahr laufe, ein „schlimmes Ende“ zu nehmen.
- XXIII. Kapitel: Schmeichler muß man meiden

Zu Beginn dieses Kapitels konstatiert Machiavelli, dass die Meinungsfreiheit den Fürsten vor ein Dilemma stelle: gewähre er davon zu viel, mangele es an Ehrerbietung ihm gegenüber. Lasse er aber zu wenig Meinungsfreiheit walten, so sei er bald nur noch von Schmeichlern umgeben. Als Ausweg empfiehlt der Autor einen Mittelweg. Meinungsfreiheit müsse existieren, aber nur ein erlesener Kreis von fürstlichen Beratern dürfe in ihren Genuss kommen. So schütze sich der Fürst vor den Risiken, die allzu große Freiheit ihm gegenüber mit sich brächten, und komme trotzdem in den Besitz aufrichtiger Ratschläge, ohne die er nicht zu regieren vermöge. Dabei sei wichtig, dass der Fürst nur Ratschläge auf Nachfrage bekäme.
- XXIV. Kapitel: Warum die Herrscher Italiens ihr Land verloren haben

Als Ursache für den Machtverlust italienischer Herrscher wie Friedrich I. von Neapel oder Ludovico il Moro identifiziert Machiavelli deren Unvermögen eine schlagkräftige Armee zu unterhalten und ihren fehlenden Rückhalt in der Bevölkerung. Darüber hinaus macht der Autor diesen Fürsten den Vorwurf, vor den anrückenden feindlichen Truppen die Flucht ergriffen und sich somit der Feigheit schuldig gemacht zu haben. Folglich lautet Machiavellis Fazit, dass die Herrscher Italiens selbst für den Verlust ihrer Macht verantwortlich zu machen sind.
- XXV. Kapitel: Was Fortuna in den Dingen dieser Welt vermag und wie man ihr begegnen soll

In diesem Kapitel erkennt Machiavelli zwar an, dass manche Dinge auf Erden alleine vom Zufall oder einer höheren Macht bestimmt würden. Er meint aber auch, dass in etwa der Hälfte aller Fälle der Fürst in der Lage sei, sein Schicksal selbst zu bestimmen. Dazu sei es allerdings nötig, klug zu planen und ausreichend Vorkehrungen für die Zukunft zu treffen, um sich gegen die verschiedensten Unwägbarkeiten und Schicksalsschläge des Lebens zu wappnen. Ebenso wichtig wie umsichtige Prävention, sei es aber, dass der Fürst in den entscheidenden Momenten energisch und zupackend handle. Denn, so beschreibt es der Autor am Abschluss des Kapitels metaphorisch: „… Fortuna ist ein Weib; um es unterzukriegen muss man es schlagen und stoßen.“
- XXVI. Kapitel: Aufruf, in Italien die Macht zu ergreifen und es von den Barbaren zu befreien

Letztlich haben fast alle Ratschläge Machiavellis mit dem Schluss-Kapitel zu tun, in welchem er wie Otfried Höffe meint, Lorenzo di Piero de’ Medici dazu auffordert „sich Italiens zu bemächtigen und es von den Barbaren zu befreien.“ Um Lorenzo von seinem Projekt zu überzeugen, beschreibt ihm Machiavelli welch großen Ruhm ein Erfolg in diesem Unterfangen mit sich brächte. Darüber hinaus berge das italienische Volk enormes Potential in sich und bedürfe lediglich eines starken Führers um dieses voll ausschöpfen zu können. Und so ruft Machiavelli Lorenzo dazu auf, dem Beispiel vergangener Herrscher wie Theseus oder Moses zu folgen, indem er sein Volk aus der Knechtschaft befreie und es in eine glorreiche Zukunft führe.

### Kernbegriffe
Im Fürsten skizziert Machiavelli bereits einige Konzepte, die er in den Discorsi noch genauer erläutert, und ohne die sein Denken schwer zu begreifen ist. Diese Konzepte sind häufig sehr facettenreich, was eine einheitliche Übersetzung ins Deutsche schwierig macht, und erklärt, dass auch hierzulande in den Besprechungen des Werks häufig auf die italienischen Termini zurückgegriffen wird.
Zu diesen Konzepten zählen unter anderen:
Die Fortuna
Die Fortuna ist eine althergebrachte Figur, die Machiavelli im Fürsten aufgreift. Sie wurde bereits in der Antike als „Göttin der Kontingenz“ verehrt; später im Mittelalter wandelte sich das Verständnis der Fortuna, die fortan als „Schaffnerin der göttlichen Vorhersehung“ galt. Diese wechselhafte Geschichte des Begriffs erklärt die Schwierigkeiten der deutschen Übersetzer, die „fortuna“ abwechselnd mit „Glück“ oder „Schicksal“ wiedergeben.
Zusätzlich dazu wohnt der Fortuna im Fürsten eine fundamentale Ambiguität inne, da sie den Herrscher sowohl an der Macht halten (XII. Kapitel), als ihn auch zu Fall bringen kann (VII. Kapitel).
Allgemein sieht Machiavelli in der Fortuna aber vornehmlich eine Gefahr für den Fürsten, wie es das XXV. Kapitel zeigt. Dort macht er dem Fürsten aber auch Mut, wenn er versichert:

„Doch da wir einen freien Willen haben, halte ich es nichtsdestoweniger für möglich, daß Fortuna zur Hälfte Herrin über unsere Taten ist, daß sie aber die andere Hälfte oder beinahe so viel uns selber überlässt.“

Dazu empfiehlt Machiavelli dem Fürsten sich vorausschauend gegen die Unwägbarkeiten des Schicksals abzusichern und im Zweifel durch energisches und tatkräftiges Handeln den Widrigkeiten des Lebens zu trotzen.
Die Virtù
Das Konzept der virtù bezeichnet bei Machiavelli die Tugend des Herrschers im weitesten Sinne. Im Fürsten ist sie noch eine exklusive Charaktereigenschaft, die dem uomo virtuoso von Geburt an innewohnt, und ihm die Kraft verleiht die Macht im Staate zu ergreifen, sie zu verteidigen und der Fortuna zu trotzen.
Dabei offenbart der Begriff allerdings einen bemerkenswerten Facettenreichtum. Er bezeichnet sowohl ein sehr rationelles Denken, wodurch der Fürst Probleme bereits frühzeitig identifizieren und somit leichter bewältigen kann (III. Kapitel). Ebenso versteht Machiavelli darunter eine außerordentliche Tüchtigkeit, durch die der Fürst seine wohldurchdachten Pläne in die Tat umzusetzen vermag (VII. Kapitel). Schließlich verleiht Machiavelli seiner virtù auch eine etwas martialische Seite, die an die römische Virtus erinnern lässt. So heißt es im XXV. Kapitel des Fürsten:

„Ich bin aber der Meinung, daß es besser ist, draufgängerisch als bedächtig zu sein. Denn Fortuna ist ein Weib; um es unterzukriegen, muss man es schlagen und stoßen.“

## Rezeption
Da Machiavelli zur Zeit des Fürsten auch mehrere Komödien und Satiren geschrieben hat (z. B. Belfagor, La Mandragola) und das Werk in einem Brief an seinen Freund Guicciardini im Mai 1521 als Ghiribizzi (Phantastereien) bezeichnete, gibt es für die Interpretation des Werks viele Spielräume. Der historische Kontext und die persönliche Situation des Autors im Moment der Verfassung werden häufig herangezogen, um besonders kontrovers diskutierte Passagen des Werks zu deuten und zu erklären. Denn im Lauf seiner Geschichte hat Der Fürst sehr widersprüchliche Reaktionen hervorgerufen.
So rief Machiavellis Principe unmittelbar nach seiner Veröffentlichung harsche Kritik hervor. Machiavellis geistige Widersacher sahen in dem Traktat eine Anleitung für nach persönlichem Erfolg und Macht strebende Politiker und empörten sich ob der geringen Beachtung, die Machiavelli den christlichen Moralvorstellungen der damaligen Zeit zollte. Darüber hinaus störten sich viele Zeitgenossen an Machiavellis empirischem Denkansatz, der im Widerspruch zur rationalistischen Methodik der Scholastik stand. Diese vernichtende Kritik führte dazu, dass Der Fürst im Jahre 1557 von der päpstlichen Indexkommission zensiert wurde. Auch spätere Aufklärer wie Spinoza, Rousseau und Diderot waren der Auffassung, dass Machiavelli mit dem Principe in erster Linie einer korrupten Machtpolitik die ideologische Legitimation entziehen wollte.
Die Kritiker des Principe prägten somit den Begriff des Machiavellismus, welcher auch heute meist noch als abwertender Begriff verwendet und mit Tyrannei, Ausbeutung und Gewissenlosigkeit in Verbindung gebracht wird.
Diese Lesart des Fürsten widerspricht jedoch den Intentionen, die Machiavelli in seinem Hauptwerk Discorsi formuliert und mit denen er sich als leidenschaftlicher Republikaner zu erkennen gibt: „Nicht das Wohl der einzelnen, sondern das öffentliche Wohl macht Staaten groß!“ oder „Republiken sind Staaten, in denen das Volk Fürst ist!“ Und so analysiert der deutsche Politiker Carlo Schmid in seiner Machiavelli-Biographie:

„Wer glaubt, Machiavelli sage, Politik könne man nur mit Gift und Dolch, Lüge und Verbrechen machen, hat ihn gründlich missverstanden. Wo es ohne diese Dinge geht, darf man diese Mittel gar nicht anwenden, nicht aus moralischen Gründen, sondern weil es unpolitisch wäre, es zu tun. Wo aber, gewissermaßen von der Technik des Machtkampfes her, in einer bestimmten Lage Gift und Dolch, Lüge und Verbrechen nicht entbehrt werden können, um den Gegner zu überwinden, wenn es wirklich um Sein oder Nichtsein geht, dann ist einer als Staatsmann nur dann richtig am Platze, wenn er es über sich bringt, sich dieser Mittel zu bedienen, sei es als nihilistischer Zyniker, sei es als einer, der dem Staat „das Königsopfer seiner Seele“ bringt. Das ist der Sinn des Wortes von Machiavelli, dass ein Staatsmann auch böse handeln können müsse.“

Somit lässt sich auch erklären, dass Der Fürst im Lauf der Zeit, nebst Anhängern aus dem politischen Betrieb wie z. B. Napoleon Bonaparte oder Cavour, auch Bewunderer unter den Geistesgrößen wie etwa Goethe, Hegel oder Nietzsche fand.
Auch vormalige Gegner Machiavellis wie Friedrich II. von Preußen, der in seiner Jugend zusammen mit Voltaire eine flammende Streitschrift gegen den Principe verfasst hatte, stimmten mit der Zeit dessen Thesen zu. So schrieb Friedrich in seinem politischen Testament:

„Ich muss leider zugeben, dass Machiavelli recht hat.“

Heute wird darauf hingewiesen, dass ein Fürst, der sich – wie Machiavelli es rät – nicht am Besitz und den Frauen seiner Untertanen vergreift, für die Verhältnisse der Renaissance ein berechenbarer Fürst gewesen sei, der relative Rechtssicherheit garantiert. Auch der empirische Denkansatz Machiavellis wird heutzutage häufig als revolutionär hervorgehoben, da er dem modernen politischen Denken von Autoren wie Max Weber oder Carl Schmitt erst den Weg geebnet habe.

## Ausgaben
- Machiavelli: Der Fürst. RaBaKa Taschenbuch, Neuenkirchen 2007, ISBN 978-3-940185-05-1 (mit einem Vorwort von Dr. Patrick Horvath).
- Machiavelli: Der Fürst. Insel Taschenbuch, Frankfurt am Main 1995, ISBN 3-458-32907-2 (Mit einem Nachwort von Horst Günther).
- Machiavelli: Il Principe / Der Fürst. Italienisch/Deutsch. Reclam Taschenbuch, Stuttgart 1995, ISBN 978-3-15-001219-2.
- Machiavelli: Der Fürst. Kröner Verlag, Stuttgart 1978, ISBN 3-520-23506-4.
- Christian Albrecht von Lenz: Der Fürst des Nicola Machiavell: erste deutsche Übersetzung, 1692. Renneritz Verlag, 2013, ISBN 978-3-940684-20-2.
- Machiavelli: Der Fürst. conopolist Verlag, 2019, ISBN 978-3-748521-02-0 (Ausgabe mit über 130 erklärenden Fußnoten)

## Sekundärliteratur
- Otfried Höffe (Hrsg.): Niccolò Machiavelli: Der Fürst. Akademie Verlag, Berlin 2012, ISBN 978-3-05-004350-0.
- Dirk Hoeges: Niccolò Machiavelli. Die Macht und der Schein C.H. Beck, München 2000, ISBN 3-406-45864-5.
- Dirk Hoeges: Der Principe-Komplex. Niccolò Machiavelli. Fünfhundert Jahre Missverständnis, Köln 2021, ISBN 978-3-9815560-5-6.
- Karl Mittermaier: Machiavelli. Moral und Politik zu Beginn der Neuzeit. Katz, Gernsbach 1990, ISBN 3-925825-27-4.
- Alexander Ulfig (Hrsg.): Machiavelli, gesammelte Werke in einem Band. Zweitausendeins, Frankfurt 2007, ISBN 978-3-86150-774-1.
- Carlo Schmid: Machiavelli. Fischer Bücherei, Frankfurt 1956, DNB 453129080.
- Maurizio Viroli: Niccolò's Smile: A Biography of Machiavelli, 2000, ISBN 0-374-52800-4.